# Claude de Héry
Claude de Héry, mort à Paris en mars 1582, est un maître orfèvre, médailleur et graveur général des monnaies de France.

## Biographie
Dans le cadre de la réforme des monnaies, le roi Henri II a décidé d'instituer un tailleur général des monnaies. Dans les lettres d'août 1547 prises à Château-Thierry, le roi a attribué « les falsifications des escuz et monnoyes […] à l'erreur et ignorance des tailleurs, graveurs et sculpteurs des formes et figures taillées et gravées sur les coings desdits escuz et monnoyes, lesquels pour faulte d'ard et vray scavoyr taillent et gravent lesdites formes et figures si lourdement et grossièrement qui donnent le moyen et hardiesse aux falsificateurs d'icelles figures […] ».
La Chambre des monnaies s'est d'abord opposée à cette réforme qu'elle n'a été entérinée qu'en juin 1548. Marc Béchot a été désigné comme tailleur général des monnaies par lettres patentes en août 1547.
L'ambassadeur d'Henri II à Augsbourg, Charles de Marillac, l'a informé de l'invention d'un procédé mécanique de monnayage. En 1550, le frère de l'ambassadeur, Guillaume de Marillac, contrôleur général et intendant des finances est envoyé à Augsbourg avec le maître de la monnaie de Lyon, François Guilhem. Ces engins avaient été inventés par un orfèvre connu sous le nom de chevalier du Saint-Sépulcre, peut-être un orfèvre du nom de Marx Schwab, habitant près de la chapelle du Saint-Sépulcre, à Augsbourg. Une négociation pour l'achat des engins est menée par le connétable de Montmorency. Dans un second voyage à Augsbourg, Guillaume de Marillac est accompagné par Aubin Olivier. En novembre 1550, les engins comprenant un laminoir, un banc à tirer, un découpoir et une presse sont envoyés à Paris. Cet ensemble de machines permettait, grâce à des vis sans fin et des coins fixes, d’exercer sur le flan des monnaies une pression de plusieurs tonnes. Un ouvrier du chevalier du Saint-Sépulcre est venu à Paris pour aider le montage de ces instruments, probablement au bâtiment des Étuves, au palais de la Cité. La monnaie des Étuves est instituée définitivement par lettres patentes de juillet 1553. Aubin Olivier est nommé par le roi « maistre ouvrier, garde et conducteur des engins » de la monnaie du Moulin, aux Étuves, le 31 janvier 1551. Il a reçu les lettres de provision « de l'office de maistre et conducteur des engins de la monnoye des Étuves », le 11 février 1554 ou 1555.
Guillaume de Marillac est nommé par lettres patentes à la surintendance de la nouvelle monnaie le 27 mars 1550 ou 1551.
Dans le cadre de la réforme « sur le règlement des monnoyes et officiers d'icelles » de l'édit de Fontainebleau du 3 mars 1554 a déterminé les attributions et les devoirs du tailleur général et ceux des tailleurs particuliers des monnaies.
Marc Béchot est mort en septembre ou octobre 1557. Henri II a nommé par lettres patentes pour le remplacer Claude de Héry, maître orfèvre à Paris, le 24 novembre 1557. La Chambres des monnaies a refusé cette nomination qui a obligé le roi à donner des lettres de jussion pour imposer Claude de Héry. Le graveur Guillaume Martin a demandé à pouvoir graver des coins à présenter au roi en même temps que ceux de Claude de Héry. La Cour des monnaies a accepté, mais le roi a choisi les coins de Claude de Héry et la Cour des monnaies l'a alors reçu le 3 juin 1558.
Avec la nomination de Germain Pilon, en 1573, comme contrôleur général des monnaies, un accord est passé entre eux.
Claude de Héry a gravé deux médailles en 1559 à l'occasion du sacre de François II. En 1579, il a donné le sceau des chevaliers de l'ordre du Saint-Esprit et a gravé ce sceau.
Il est mort à Paris, en mars 1582, car un inventaire est fait après son décès le 5 mars 1582. Philippe Danfrie père lui a succédé.

## Famille
- Claude de Héry, marié par contrat du 4 mars 1561 avec Anne Hochet, fille de Pierre Hochet, avocat au parlement de Paris et de Madeleine de Longueil[3] :
  - Jean de Héry, non cité par Auguste Jal. Peu de temps avant sa mort, Claude de Héry a essayé de la faire nommer tailleur général des monnaies.
  - Marguerite de Héry, mariée à Alexandre Olivier (avant 1554- †1607), fils d'Aubin Olivier, conducteur de la monnaie du Moulin des Étuves.
  - Claude de Héry.
  - Martin de Héry (baptisé le 20 mars 1577 - mort entre 1635 et 1639)[4], maître peintre, marié à Anne Leblon (inhumée le 13 août 1629) dont il eut cinq enfants.
  - Une autre fille, mariée au sculpteur Gabriel Carlier, concurrent de Philippe Danfrie pour l'office de tailleur général de monnaies, en 1582.
  - Perrette de Héry, mariée en 1590 avec Martin d'Ivray, greffier de la Conciergerie de Paris (mort en 1598).